# Apeadeiro de Breia

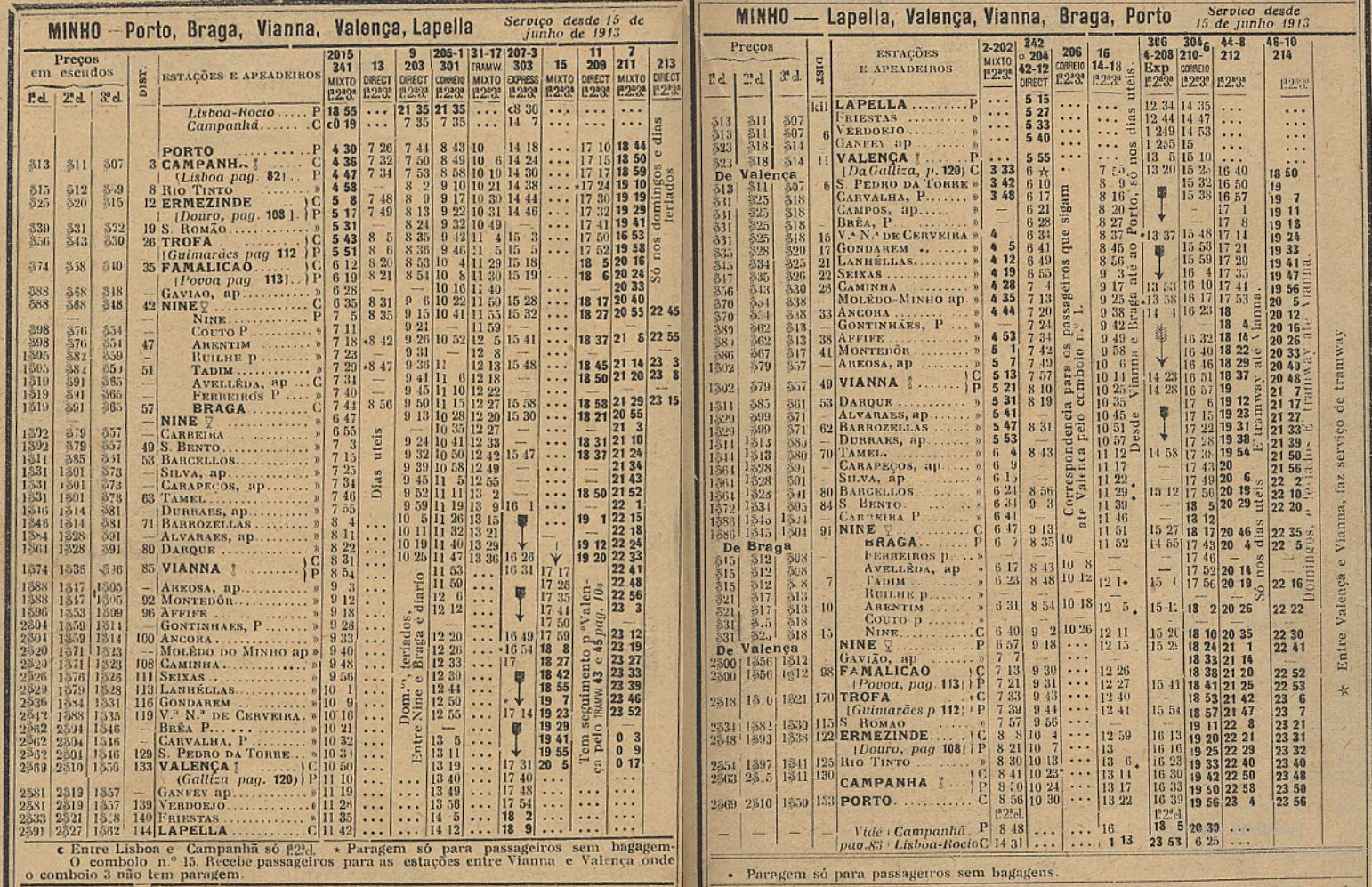
Horário de 1913, onde esta gare aparece com a categoria de paragem e o nome Brêa

O Apeadeiro de Breia, originalmente denominado de Brêa, foi uma interface da Linha do Minho, que servia a localidade de Breia, no município de Vila Nova de Cerveira, em Portugal.

## História
Este apeadeiro fazia parte do lanço da Linha do Minho entre Caminha e São Pedro da Torre, que abriu à exploração em 15 de Janeiro de 1879.
Nos horários de Junho de 1913, esta interface surge com a classificação de paragem, sendo utilizada pelos comboios tramways entre Viana do Castelo e Valença.

Foi oficialmente eliminado da rede ferroviária em 20 de Outubro de 2011.